# Coppa Svizzera 1977-1978
La Coppa Svizzera 1977-1978 è stata la 53ª edizione della manifestazione calcistica. È iniziata l'11 giugno 1977 e si è conclusa il 4 giugno 1978. Questa edizione della coppa vide la vittoria finale del Servette.

## 2º Turno Eliminatorio
| Squadra 1            | Risultato      | Squadra 2         |
| -------------------- | -------------- | ----------------- |
| 13 e 14 agosto 1977  |                |                   |
| Aegerten-Brügg       | 1 - 1(3-4 dcr) | La Chaux-de-Fonds |
| Adliswil             | 0 - 1          | Kriens            |
| Altdorf              | 1 - 3          | Chiasso           |
| Balerna              | 1 - 5          | Bellinzona        |
| Brugg                | 3 - 1(d.t.s.)  | Winterthur        |
| Buchs                | 4 - 2(d.t.s.)  | Glattbrugg        |
| Collex-Bossy         | 2 - 1          | Onex              |
| Concordia Basilea    | 2 - 5          | Grenchen          |
| Courtepin            | 1 - 8          | Friburgo          |
| Dietikon             | 0 - 1          | Lucerna           |
| Düdingen             | 1 - 3          | Lerchenfeld       |
| Dürrenast            | 3 - 3(3-4 dcr) | Central Friburgo  |
| Einsielden           | 1 - 2(d.t.s.)  | Red Star Zurigo   |
| Emmenbrücke          | 8 - 0          | Pfäffikon         |
| Epalinges            | 2 - 4          | Meyrin            |
| Flawil               | 3 - 2(d.t.s.)  | Chur              |
| Gambarogno-Contone   | 0 - 2          | Mendrisio         |
| Kleinhüningen        | 4 - 2          | Aesch             |
| Köniz                | 2 - 0          | Estavayer-le-Lac  |
| Laufen               | 3 - 0          | Delémont          |
| Le Locle-Sports      | 1 - 2          | Boncourt          |
| Martigny             | 2 - 1          | Raron             |
| Morbio               | 2 - 3(d.t.s.)  | Lugano            |
| Muttenz              | 3 - 2(d.t.s.)  | Langenthal        |
| Neuhausen            | 0 - 2(d.t.s.)  | Aarau             |
| Orsières             | 1 - 2          | Bulle             |
| Porrentruy           | 0 - 4          | Bienne            |
| Portalban/Gletterens | 2 - 3          | Romontois         |
| Rüti                 | 0 - 3          | Gossau            |
| ST. Maurice          | 0 - 2          | Monthey           |
| Schattdorf           | 0 - 1          | SC Zugo           |
| Selzach              | 1 - 3          | Courtemaiche      |
| Soletta              | 1 - 2          | Nordstern         |
| Stade Lausanne       | 2 - 3          | Vevey             |
| Stade Nyonnais       | 3 - 1          | Renens            |
| Suhr                 | 4 - 3          | Wettingen         |
| Superga              | 1 - 3          | Kirchberg         |
| Tavanasa             | 4 - 5(d.t.s.)  | Uzwil             |
| Wiesendangen         | 1 - 0(d.t.s.)  | Brüttisellen      |
| Zugo                 | 1 - 1(3-4 dcr) | Sciaffusa         |

## Trentaseiesimi di Finale
| Squadra 1       | Risultato      | Squadra 2         |
| --------------- | -------------- | ----------------- |
| 20 agosto 1977  |                |                   |
| Bienne          | 2 - 0          | Courtemaiche      |
| Bulle           | 4 - 1          | Meyrin            |
| Chiasso         | 6 - 1          | Kriens            |
| Friburgo        | 2 - 1(d.t.s.)  | Vevey             |
| Gossau          | 2 - 0          | Buchs             |
| Kirchberg       | 1 - 2          | Aarau             |
| Lucerna         | 3 - 2(d.t.s.)  | Lugano            |
| Martigny        | 2 - 1          | Central Friburgo  |
| Mendrisio       | 2 - 0          | Bellinzona        |
| Muttenz         | 2 - 1          | Nordstern         |
| Romontois       | 0 - 5          | Monthey           |
| Uzwil           | 2 - 1          | Sciaffusa         |
| SC Zugo         | 2 - 2(5-3 dcr) | Emmenbrücke       |
| 21 agosto 1977  |                |                   |
| Köniz           | 1 - 4          | La Chaux-de-Fonds |
| Laufen          | 3 - 0          | Kleinhüningen     |
| Lerchenfeld     | 4 - 3(d.t.s.)  | Boncourt          |
| Red Star Zurigo | 5 - 3          | Brugg             |
| Stade Nyonnais  | 4 - 0          | Collex-Bossy      |
| Suhr            | 1 - 1(5-6 dcr) | Grenchen          |
| Wiesendangen    | 0 - 5          | Flawil            |

## Sedicesimi di Finale
| Squadra 1         | Risultato      | Squadra 2       |
| ----------------- | -------------- | --------------- |
| 10 settembre 1977 |                |                 |
| Aarau             | 3 - 0          | Flawil          |
| Bienne            | 2 - 0          | Étoile Carouge  |
| Chiasso           | 0 - 0(5-4 dcr) | Young Fellows   |
| Friburgo          | 3 - 0          | Chênois         |
| Gossau            | 1 - 2          | Uzwil           |
| Grenchen          | 0 - 3          | Sion            |
| La Chaux-de-Fonds | 4 - 3          | Neuchâtel Xamax |
| Laufen            | 0 - 4          | Grasshoppers    |
| Lerchenfeld       | 2 - 4          | Basilea         |
| Lucerna           | 2 - 1          | Young Boys      |
| Martigny          | 1 - 3          | Bulle           |
| Monthey           | 0 - 2          | Losanna         |
| Muttenz           | 1 - 4          | Zurigo          |
| Red Star Zurigo   | 0 - 3          | San Gallo       |
| Stade Nyonnais    | 1 - 12         | Servette        |
| 11 settembre 1977 |                |                 |
| Mendrisio         | 1 - 4          | SC Zugo         |

## Ottavi di Finale
| Squadra 1         | Risultato     | Squadra 2    |
| ----------------- | ------------- | ------------ |
| 11 ottobre 1977   |               |              |
| Aarau             | 1 - 2         | Bulle        |
| Losanna           | 1 - 2(d.t.s.) | Servette     |
| 12 ottobre 1977   |               |              |
| Bienne            | 1 - 2         | San Gallo    |
| Chiasso           | 3 - 0         | Uzwil        |
| La Chaux-de-Fonds | 1 - 0         | Sion         |
| Lucerna           | 1 - 0(d.t.s.) | Friburgo     |
| SC Zugo           | 0 - 7         | Grasshoppers |
| Zurigo            | 1 - 3         | Basilea      |

## Quarti di Finale
| Squadra 1         | Risultato | Squadra 2 |
| ----------------- | --------- | --------- |
| 9 novembre 1977   |           |           |
| Basilea           | 4 - 1     | San Gallo |
| Grasshoppers      | 2 - 0     | Bulle     |
| La Chaux-de-Fonds | 0 - 2     | Servette  |
| Lucerna           | 2 - 3     | Chiasso   |

## Semifinali
| Squadra 1     | Risultato | Squadra 2 |
| ------------- | --------- | --------- |
| 27 marzo 1977 |           |           |
| Chiasso       | 0 - 1     | Servette  |
| 2 maggio 1977 |           |           |
| Grasshoppers  | 5 - 1     | Basilea   |

## Finale
| Arbitro: | Walter Hungerbühler (San Gallo) |

| |            |                                                                                        |
| Peterhans 7’ Barberis 65’                                                                                             | Marcatori  | 60’ Ponte 63’ Elsener                                                                  |
| Engel Guyot Valentini Trinchero Martin (57' Thouvenel) Marchi (106' Schnyder) Barberis Weber Andrey Peterhans Chivers | Formazioni | Berbig Hey Wehrli Montandon Niggl Bauer Meyer Ponte Hermann (58' Bosco) Sulser Elsener |
| Pazmandy | Allenatori | Johannsen                                                                              |

## Finale Ripetuta
| Arbitro: | Ernst Dörflinger (Basilea) |

| |            | |
| Thouvenel 17’                                                                                             | Marcatori  | |
| Engel Guyot Valentini Bizzini Martin (80' Seramondi) Schnyder Thouvenel Barberis Andrey Chivers Peterhans | Formazioni | Berbig Hey Nafzger Montandon Piccand Bauer Meyer Wehrli Sulser (63' Hermann) Ponte (79' Bosco) Elsener |
| Pazmandy                                                                                                  | Allenatori | Johannsen                                                                                              |